# Joakimfest
 (août 2020).
Le Joakimfest (en serbe cyrillique : Јоакимфест) est un festival de théâtre international qui se déroule à Kragujevac, en Serbie. Créé en 2006, il est également appelé Festival théâtral international (en serbe : Међународни позоришни фестивал et Međunarodni pozorišni festival ). Le festival est organisé par le Knjaževsko-srpski teatar de Kragujevac (jusqu'en 2019 Joakim Inter Fest).
Le nom de Joakimfest est un hommage à Joakim Vujić (1772-1847), traducteur, écrivain et dramaturge réputé, qui fut le premier directeur du Knjaževsko-srpski teatar en 1835. En 2010, le Joakimfest devient membre de deux réseaux internationaux de théâtre, le New European Theatre Action (NETA) et le World Theatre Network InterAct.

## Récompenses
Le festival JoakimFest attribue les prix suivants :
| - Grand prix «Joakim Vujić», pour la meilleure performance - Prix spécial de la ville de Kragujevac |

## Prix Joakim de la meilleure pièce
- 2006 - Le prix de la meilleure pièce a été attribué à Galefyrsten de Henning Mankell mis en scène par Marc van der Velden, un spectacle du Petit théâtre Duško Radović de Belgrade.
- 2007 - Le prix de la meilleure pièce a été attribué au Revizor de Nicolas Gogol.
- 2008 - Le prix de la meilleure pièce a été attribué à Ćeif de Mirza Fehimović.
- 2009 - Le prix de la meilleure pièce a été attribué à La Cerisaile  d'Anton P. Tchekhov mis an scene Aleksandar Dundjerovic, un spectacle du Kolectiv Théâtre de Manchester en Angleterre.
- 2010 - Le prix de la meilleure pièce a été attribué à Songe d'une nuit de Shakespeare, mis en scène par Zoltan Puskas, un spectacle du teatra Ujvideki sinhaz de Novi Sad.
- 2011 - Le prix de la meilleure pièce a été attribué à Rouge basé sur le roman Mon nom est Rouge de Orhan Pamuk, mis en scène par Matin Kocovski, un spectacle du NETA, Nouveau Théâtre Européen d'Action.
- 2012 – Le prix de la meilleure pièce a été attribué à Marat/Sade de Peter Weiss mis en scène par Andraš Urban, un spectacle du teatra Ujvideki sinhaz de Novi Sad.
- 2013 – Le prix de la meilleure pièce a été attribué àGrebanje Ili Kako Se Ubila Moja Baka de Tanja Šljivar mis en scène par Selma Spahić, un spectacle du teatra BNP Zenica.
- 2014 – Le prix de la meilleure pièce a été attribué à Notre classe de Tadeuš Slobođanek, mis en scène par Vladimir Milčin, un spectacle du teatra Théâtre pour enfants et jeunes Skopje, République de Macédoine.
- 2015 – Le prix de la meilleure pièce a été attribué à Kainov ožiljak de Vladimir Kecmanović et Dejan Stojiljković, mis en scène par Jug Radivojević, un spectacle du Théâtre Šabac[4].
- 2016 – Le prix de la meilleure pièce a été attribué à Nous sommes les personnes dont nos parents nous ont mis en garde de Tanja Šljivar, mis en scène par Mirjana Karanović, un spectacle du teatra BNP Zenica[4].
- 2017 – Le prix de la meilleure pièce a été attribué à Shakespeare, sonnet 66 de William Shakespeare, mis en scène par Kokan Mladenović, un spectacle du teatra Théâtre magyar d'État "Csiky Gergely[5].
- 2018 – Le prix de la meilleure pièce a été attribué à Constitution de la République de Croatie de Ante Tomić et Rajko Grlić, mis en scène par Vinko Brešan, un spectacle du teatra Théâtre satirique Kerempuh Zagreb Croatie[6].

## Grand prix «Joakim Vujić», pour la meilleure performance
- 2019 – LES GARÇONS DE MEDEA basé sur Euripide’, mis en scène par Andrei Majeri, un spectacle du teatra Apollo 111, Bucarest, Roumanie[7].
- 2020 – Pourquoi M. R est-il devenu fou? mis en scène par Bobo Jelčić, un spectacle du Théâtre dramatique yougoslave de Belgrade, Belgrade, Serbia[8].
- 2021 – On achève bien les chevaux, adapté de l'ouvrage They shoot horses, don't they? de Horace McCoy, un spectacle du Théâtre National de Bitola, Macédoine du Nord[9].

## Prix spécial de la ville de Kragujevac
- 2019 – Vedrana Božinović pour son travail sur la dramaturgie de la pièce "Hasanaginica" un spectacle du teatra Ujvideki sinhaz de Novi Sad[10].
- 2020 – Bojana Milanović et Sonja Isailović pour les rôles dans la pièce "Qui a tué Janice Joplin?", Théâtre national serbe de Novi Sad[11].
- 2021 – Marjan Nećak pour son concept musical dans la performance de "Just Voice" par le Théâtre national macédonien[9].

## JoakimInterFest 2006

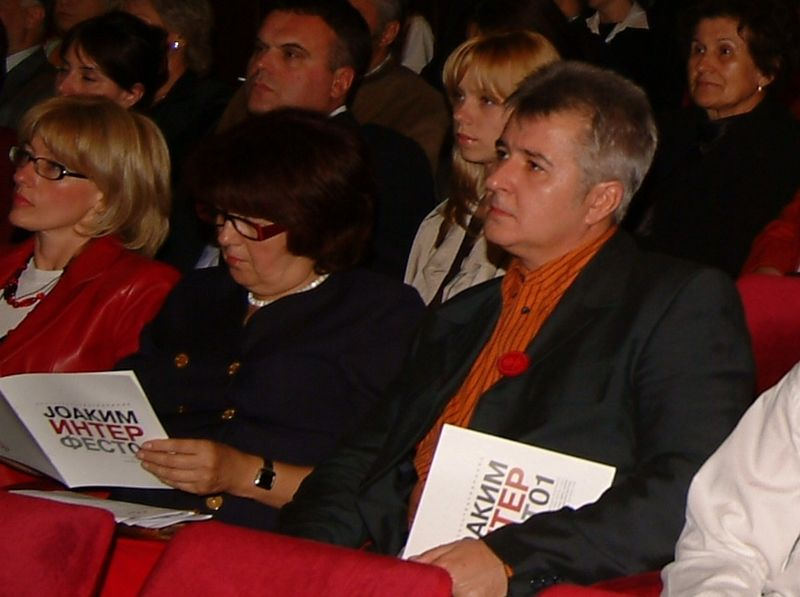
JoakimInterFest 2006

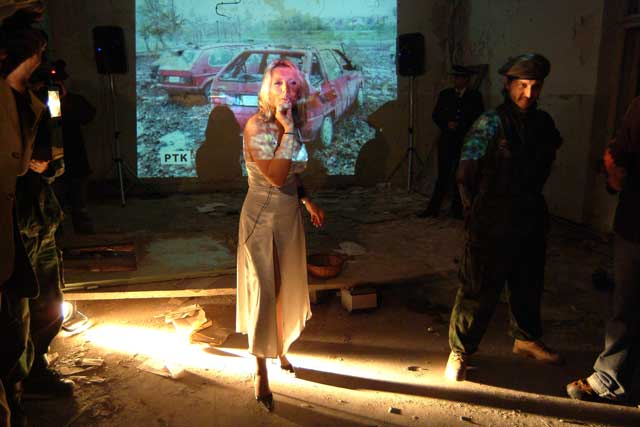
Hommage à Harold Pinter, 2006

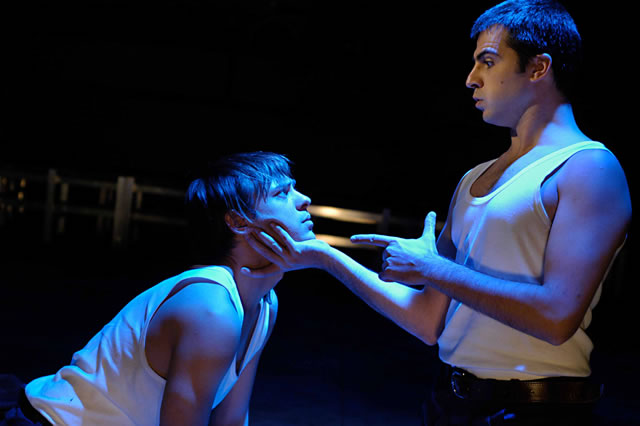
Galefyrsten de Henning Mankell

La 1re édition du JoakimInterFest a eu lieu du 7 au 15 octobre. Ont participé au festival des théâtres de Serbie, de Roumanie, du Royaume-Uni, du Monténégro, de Slovénie et de Croatie.
Les pièces et spectacles suivants étaient en compétition:
- Théâtre Joakim Vujić de Kragujevac (Serbie) : Le ultime lune de Furio Bordon, mise en scène de Massimo Luconi.
- Petit théâtre Duško Radović de Belgrade (Serbie) : Galefyrsten de Henning Mankell, mise en scène de Marc van der Velden.
- Theatre company et John Thaw Studio Théâtre de Manchester (Royaume-Uni) : Stones in his pockets de Marie Jones, mise en scène de Edward James Bennett.
- Théâtre dramatique de Belgrade (Serbie) : Une petite Trilogie de la mort de Elfriede Jelinek, mise en scène de Nebojša Bradić.
- Théâtre Plus et Théâtre de Herceg Novi (Monténégro) : Noć Bogova de Miro Gavran, mise en scène de Jug Radivojević.
- Théâtre national serbe de Novi Sad (Serbie) : Gretchen 89ff de Lutz Hübner, mise en scène de Boris Lijesević.
- Scène Masque de Šabac (Serbie) : Klara dogodilo se nesto neocekivano de A. et I. Tomasević, mise en scène de Ivan Tomasević.
- Gledališče Glej de Ljubljana (Slovénie), Ljubezen, dolga tri dni in tri noči, mise en scène de Tomaž Strucl.
- Théâtre national de Niš (Serbia) : Emigranti de Slavomir Mrožek, mise en scène de A. Mihailović et V. Posavec.
- Teatrul Alexandru Davila de Piteşti (Roumanie) : Extremities de William Mastrosimone, mise en scène de Dan Tudor.
- Théâtre national de Kikinda (Serbie), Le Gardien de Harold Pinter, mise en scène de Dragan Ostojić.
- Théâtre Rugantino de Zagreb (Croatie), Sa će Božo, svaki ćas de I. Ivanisević, mise en scène de Mario Kovač.

Programme d'accompagnement
- Théâtre national d'Užice (Serbie), Pylade de Pier Paolo Pasolini, mise en scène d'Andrea Paciotto.
- Théâtre Joakim Vujić de Kragujevac (Serbie), Hommage à Harold Pinter, de Harold Pinter, mise en scène de Aleksandar Dunđerović.

Le jury était composé des personnalités suivantes :
- Deagana Bošković, spécialiste du théâtre, Serbie (président),
- Snezana Kovacevic, costum designer, Serbie,
- John Murdoch, écrivain, Royaume-Uni,
- Pierre Walter Politz, metteur en scène, Allemagne.

Le prix de la meilleure pièce a été attribué à Galefyrsten de Henning Mankell mis en scène par Marc van der Velden, un spectacle du Petit théâtre Duško Radović de Belgrade.

## JoakimInterFest 2007

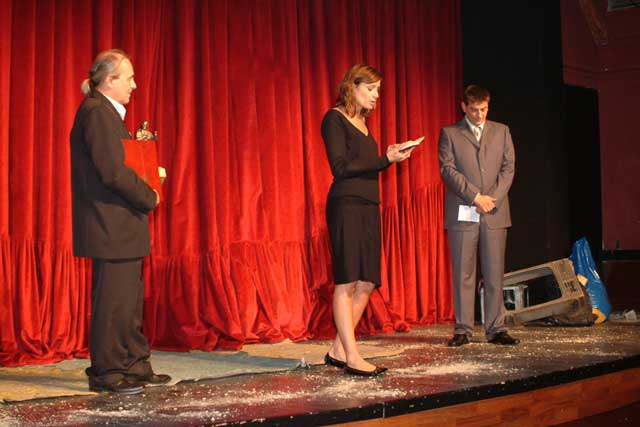
JoakimInterFest 2007

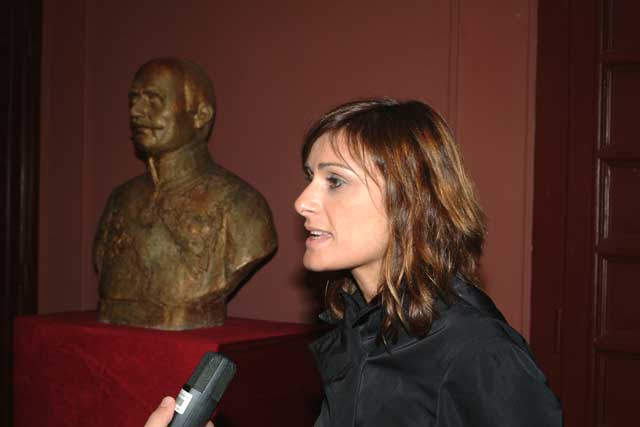
Biljana Srbljanović

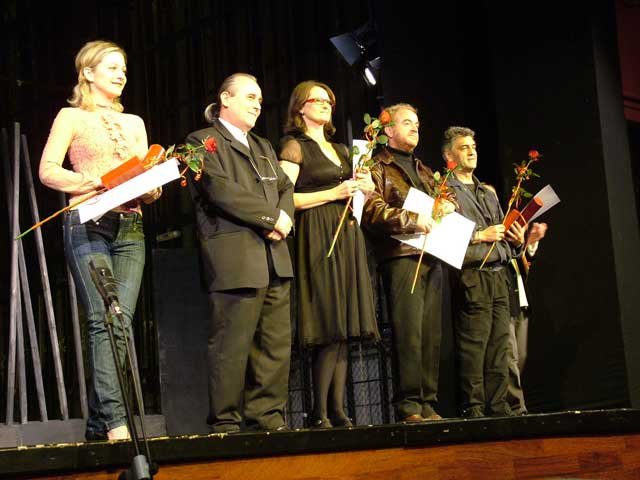
Lauréats du Festival

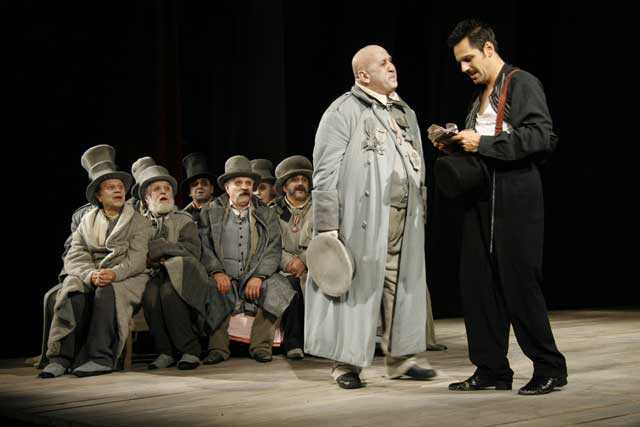
Le Revizor de Nicolas Gogol

La 2e édition du JoakimFest a eu lieu du 7 au 15 octobre. Ont participé au festival des théâtres de Russie, d'Espagne, de Slovaquie, de Roumanie, de République serbe de Bosnie, de Macédoine, de Bosnie-Herzégovine et de Serbie.
Les pièces et spectacles suivants étaient en compétition:
- Théâtre national de la République serbe de Banja Luka (République serbe de Bosnie) : Porodične priče de Biljana Srbljanović, mise en scène de Jovica Pavić.
- Bitef teatar de Belgrade (Serbie) : Trahisons de Harold Pinter, mise en scène de Žanko Tomić.
- Teatrul de Comedie de Bucarest (Roumanie) : Le Revizor de Nicolas Gogol, mise en scène de Horaţiu Mălăele.
- Knjaževsko-srpski teatar de Kragujevac (Serbie) : Histoire de la fille du dernier empereur de Nikolaï Koliada, mise en scène de Boško Dimitrijević.
- Thâtre régional d'État pour jeunes spectateurs de Moscou (Russie) : Mozart et Salieri d'Alexandre Pouchkine, mise en scène de Valeri Persikoff.
- Groupe théâtral Mosaïque de Barcelone (Espagne) : In love, texte et mise en scène de Eduard Codina Pujolriu.
- Théâtre slovaque de chambre (Slovenské komorné divadlo) de Martin (Slovaquie) : Ivanov d'Anton Tchekhov, mise en scène de Roman Polak.
- Théâtre national de Mostar (Bosnie-Herzégovine) : Le Derviche et la Mort de Meša Selimović, mise en scène de Erol Kadić.
- Beton hala teatar de Belgrade (Serbie) : Antigone de Bertolt Brecht, mise en scène d'Ivana Vujić.
- NUCK - Anton Panov de Strumica (Macédoine) : Gola Vera de Đorđe Milosavljević, mise en scène d'Aleksandra Kovačević.
- Théâtre Dobrica Milutinović de Sremska Mitrovica (Serbie) : Don Juan revient de guerre d'Ödön von Horváth, adaptation et mise en scène de Vladimir Lazić.
- Théâtre national de Subotica (Serbie) : Fritzspiel de Boris Senker, mise en scène de Robert Raponja.
- Teatrul Alexandru Davila de Piteşti (Roumanie) : Freuds Sofa de Cornel Udrea, mise en scène de Matei Varodi.

Programme d'accompagnement :
- Knjaževsko-srpski teatar et AKH Liceum de Kragujevac (Serbie), Sept d'après la tragédie d'Eschyle Sept contre Thèbes, mise en scène de Uroš Jovanović.

Le jury était composé des personnalités suivantes :
- Ivan Klemenc, acteur, professeur de l'Académie des Arts de Novi Sad, Serbie (président),
- Dragana Bošković, spécialiste du théâtre, Serbie,
- Chryssa Mantaka, costume designer, professeur à l'Ecole des Beaux-Arts à Thessalonique, Grèce,
- Ljuboslav Majera, metteur en scène, agissant professeur à l'Académie des Arts de Novi Sad, Serbie,
- Mircea Gitulescu, écrivain et critique de cinéma de Bucarest, Roumanie.

Le prix de la meilleure pièce a été attribué au Revizor de Nicolas Gogol.

## JoakimInterFest 2008

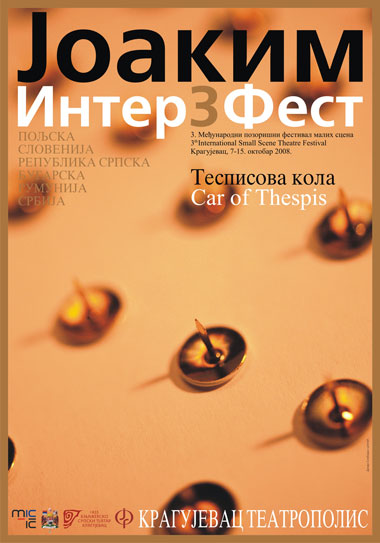
Affiche du JoakimInterFest

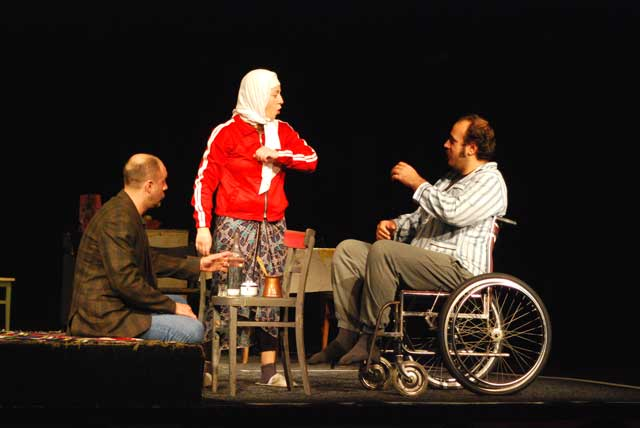
Ćeif de Mirza Fehimović

La 3e édition du JoakimFest a eu lieu du 7 au 15 octobre.Ont participé au festival des théâtres de Pologne, de Roumanie, de Bulgarie, de Slovénie, de République serbe de Bosnie et de Serbie.
Les pièces et spectacles suivant étaient en compétition :
- Knjaževsko-srpski teatar de Kragujevac (Serbie) : Thesis de Gerry Dukes, Paul Meade et David Parnell, mise en scène de Dan Tudor.
- Théâtre national slovène (Slovensko narodno gledališče) de Maribor (Slovénie) : Autoportrait intime de Frida Kahlo, de Slavenka Milovanović et Ivana Vujić, mise en scène d'Ivana Vujić.
- Théâtre national de la République serbe de Banja Luka (République serbe de Bosnie) : Divlje meso de Goran Stefanovski, mise en scène de Lari Zapia.
- Dramatično-kuklen teatr de Vraca (Драматично куклен театър - Враца) (Bulgarie) : Le Songe d'une nuit d'été de Shakespeare, mise en scène de Nikolaj Poljakov.
- Théâtre national d'Užice (Serbie) : Umetnost i dokolica de Stiv Tešić, mise en scène de Nemanja Ranković.
- Teatrul Alexandru Davila de Piteşti (Roumanie) : Skin deep de Paul Meade, mise en scène de Dan Tudor.
- Théâtre dramatique de Belgrade (Serbie) : Ćeif de Mirza Fehimović, mise en scène d'Egon Savin.
- Théâtre de la Forme (Teatr Formy) de Wrocław (Pologne) : Faim de Knut Hamsun, mise en scène de Józef Markocki.

Programme d'accompagnement
- Lara Jankovic&Culture association B-51 (Festival Exponto), Comme je l'ai mise en scène de Zijah A. Sokolović.

Le jury était composé des personnalités suivantes :
- Djordji Joleski, acteur, Macédoine (président),
- Nebijša Dugalić, acteur, Serbie,
- Tuncer Muhammet Nurullah, metteur en scène, Turquie,
- Marija Vasiljevic, actrice, Serbie,
- Ersi Vasilikioti, metteur en scène, Grèce.

Le prix de la meilleure pièce a été attribué à Ćeif de Mirza Fehimović.